# Фітоценологія
Фітоценологія — розділ геоботаніки, який вивчає фітоценози, або рослинні угруповання. У її рамках досліджується склад, структура, динаміка та поширення фітоценозів.
Геоботаніка є наукою про рослинний покрив Земної кулі, що крім фітоценології включає ботанічну географію (географію рослин і географію рослинності), синфітосозологію, агрофітоценологію тощо.

## Напрями фітоценології
Задачами фітоценології є всебічне вивчення фітоценозів, а також їхня класифікація та інвентаризація на Землі.

## Історія
Дослідження рослинних угруповань на противагу вивченню окремих рослин потроху відбувалися впродовж XVIII—XIX століть, починаючи ще з праць Карла Ліннея. Натомість важливість вивчення саме угруповань було підкреслене на III Міжнародному ботанічному конгресі в Брюсселі 1910 року. Там було прийняте рішення виділяти «рослинну асоціацію» як елементарну одиницю класифікації рослинності. Піонерами фітоценології вважають швейцарського ботаніка Карла Шретера і француза Шарля Флао.
У СРСР розвивалася школа фітоценологів Володимира Сукачова. У Європі домінуючою була франко-швейцарська школа Жозіаса Браун-Бланке. Також сильними були шведська (Ейнар Дю Рі) та американська (Фредерік Клементс) школи.